# Dobin am See
Dobin am See is een gemeente in de Duitse deelstaat Mecklenburg-Voor-Pommeren, en maakt deel uit van het Landkreis Ludwigslust-Parchim.

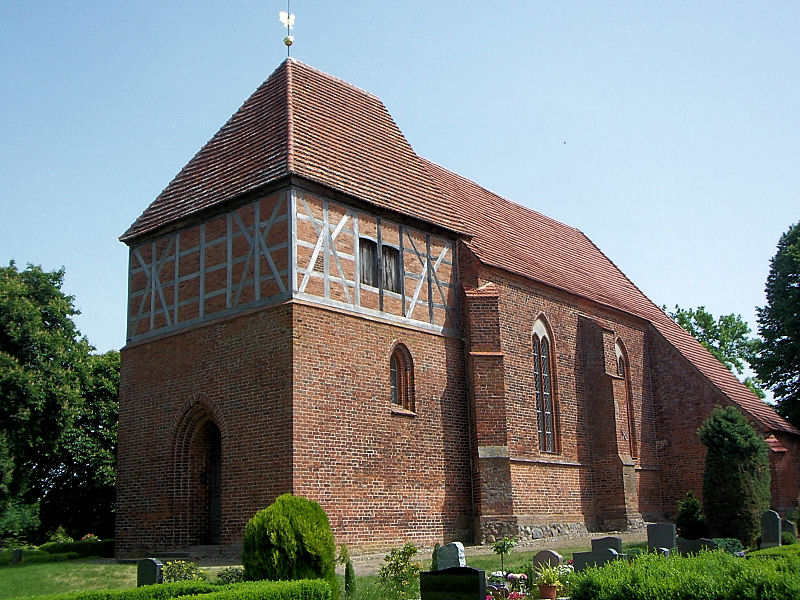
Kerk

Dobin am See telt 1.974 inwoners.